# Mackenzie Arnold
Mackenzie Elizabeth Arnold (Gold Coast, Queensland, Australia; 25 de febrero de 1994) es una futbolista australiana que juega de guardameta para el Portland Thorns FC de la National Women's Soccer League y para la selección de Australia.
En 2012, Arnold recibió su primera convocatoria a la selección australiana.

## Trayectoria
En 2012, Arnold se unió al Canberra United procedente del Perth Glory de cara a la W-League 2012-13.
Un año después, pasó a formar parte del Western Sydney Wanderers. Sin embargo, fue descartada durante gran parte de la temporada después de sufrir un corte profundo en la pierna en el estacionamiento tras un partido delCampeonato Sub-19 de la AFC 2013.
Arnold regresó al Perth Glory en agosto de 2014.
En 2016, la futbolista recibió una propuesta para jugar fútbol australiano en la recién formada AFL Women's , pero decidió permanecer en el fútbol asociación.
En octubre de 2016, el Brisbane Roar anunció que habían fichado a Arnold.
En marzo de 2018, aterrizó en el Arna-Bjørnar de la Toppserien noruega.
En julio de 2019, jugó para los Chicago Red Stars, en la NWSL.
La escena inglesa la recibió el 9 de julio de 2020, cuando fichó con el West Ham United de la Women's Super League. El 18 de abril de 2021 y ante la sorpresa del público, Arnold entró al campo de juego como mediocampista durante 20 minutos cuando su equipo aplastó al Chichester & Selsey con un 11-0 en la cuarta ronda de la Women's FA Cup.

## Estadísticas

### Clubes
| Club                     | País           | Año           |
| ------------------------ | -------------- | ------------- |
| Perth Glory              | Australia      | 2011-2012     |
| Canberra United          | Australia      | 2012-2013     |
| Western Sydney Wanderers | Australia      | 2013-2014     |
| Perth Glory              | Australia      | 2014-2016     |
| Brisbane Roar            | Australia      | 2016-2019     |
| Arna-Bjørnar             | Noruega        | 2018          |
| Chicago Red Stars        | Estados Unidos | 2019          |
| West Ham United          | Inglaterra     | 2020-2024     |
| Portland Thorns FC       | Estados Unidos | 2024-presente |

## Palmarés

### Títulos internacionales
| Título                | Equipo    | Sede  | Año  |
| --------------------- | --------- | ----- | ---- |
| Preolímpico de la AFC | Australia | Japón | 2016 |

(*) Incluyendo la Selección

### Distinciones individuales
| Distinción                   | Año     |
| ---------------------------- | ------- |
| Mejor Portera de la W-League | 2012-13 |
| Mejor Portera de la W-League | 2014    |
| Mejor Portera de la W-League | 2017-18 |